# Wilson (nome)
Wilson  è un nome proprio di persona inglese maschile.

## Origine e diffusione
Riprende il diffuso cognome inglese Wilson, che significa "figlio di William".

## Onomastico
Il nome è adespota, ovvero non è portato da alcun santo. L'onomastico si può festeggiare il 1º novembre, giorno di Ognissanti.

## Persone

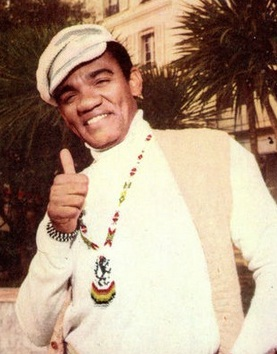
Wilson Simonal

- Wilson Bentley, fotografo statunitense
- Wilson Chandler, cestista statunitense
- Wilson Cruz, attore statunitense
- Wilson Jameson, medico scozzese
- Wilson Kipketer, atleta keniota naturalizzato danese
- Wilson Palacios, calciatore honduregno
- Wilson Pickett, cantante statunitense
- Wilson Simonal, cantante brasiliano
- Wilson Tucker, scrittore statunitense

## Il nome nelle arti
- Wilson Grant Fisk, più noto come Kingpin, è un personaggio dei fumetti Marvel Comics.